# Selección de fútbol sala de Túnez
La Selección de fútbol sala de Túnez es el equipo que representa al país en la Copa Mundial de fútbol sala de la FIFA; en el Campeonato Africano de Futsal y en el Campeonato Árabe de Futsal, y es controlado por la Federación Tunecina de Fútbol.

## Estadísticas

### Copa Mundial de Futsal FIFA
| Copa Mundial de fútbol sala de la FIFA | Copa Mundial de fútbol sala de la FIFA | Copa Mundial de fútbol sala de la FIFA | Copa Mundial de fútbol sala de la FIFA | Copa Mundial de fútbol sala de la FIFA | Copa Mundial de fútbol sala de la FIFA | Copa Mundial de fútbol sala de la FIFA | Copa Mundial de fútbol sala de la FIFA |
| Año                                    | Ronda                                  | J                                      | G                                      | E                                      | P                                      | GF                                     | GC                                     |
| -------------------------------------- | -------------------------------------- | -------------------------------------- | -------------------------------------- | -------------------------------------- | -------------------------------------- | -------------------------------------- | -------------------------------------- |
| 1989 - 2004                            | No participó                           | No participó                           | No participó                           | No participó                           | No participó                           | No participó                           | No participó                           |
| 2008                                   | No clasificó                           | No clasificó                           | No clasificó                           | No clasificó                           | No clasificó                           | No clasificó                           | No clasificó                           |
| 2012                                   | No clasificó                           | No clasificó                           | No clasificó                           | No clasificó                           | No clasificó                           | No clasificó                           | No clasificó                           |
| 2016                                   | No clasificó                           | No clasificó                           | No clasificó                           | No clasificó                           | No clasificó                           | No clasificó                           | No clasificó                           |
| 2021                                   | No participó                           | No participó                           | No participó                           | No participó                           | No participó                           | No participó                           | No participó                           |
| Total                                  | 0/9                                    | -                                      | -                                      | -                                      | -                                      | -                                      | -                                      |

### Campeonato Africano de Futsal
| Campeonato Africano de Futsal | Campeonato Africano de Futsal | Campeonato Africano de Futsal | Campeonato Africano de Futsal | Campeonato Africano de Futsal | Campeonato Africano de Futsal | Campeonato Africano de Futsal | Campeonato Africano de Futsal |
| Año                           | Ronda                         | J                             | G                             | E                             | P                             | GF                            | GC                            |
| ----------------------------- | ----------------------------- | ----------------------------- | ----------------------------- | ----------------------------- | ----------------------------- | ----------------------------- | ----------------------------- |
| 1996 - 2004                   | No participó                  | No participó                  | No participó                  | No participó                  | No participó                  | No participó                  | No participó                  |
| 2008                          | Fase de grupos                | 4                             | 1                             | 0                             | 3                             | 9                             | 15                            |
| 2016                          | Fase de grupos                | 3                             | 1                             | 0                             | 2                             | 10                            | 9                             |
| 2020                          | No participó                  | No participó                  | No participó                  | No participó                  | No participó                  | No participó                  | No participó                  |
| Total                         | 2/6                           | 7                             | 2                             | 0                             | 5                             | 19                            | 24                            |

### Copa Árabe de Futsal
| Copa Árabe de Futsal | Copa Árabe de Futsal | Copa Árabe de Futsal | Copa Árabe de Futsal | Copa Árabe de Futsal | Copa Árabe de Futsal | Copa Árabe de Futsal | Copa Árabe de Futsal |
| Año                  | Ronda                | J                    | G                    | E                    | P                    | GF                   | GC                   |
| -------------------- | -------------------- | -------------------- | -------------------- | -------------------- | -------------------- | -------------------- | -------------------- |
| 1998                 | No participó         | No participó         | No participó         | No participó         | No participó         | No participó         | No participó         |
| 2005                 | Fase de grupos       | 2                    | 0                    | 0                    | 2                    | 9                    | 22                   |
| 2007                 | Fase de grupos       | 5                    | 1                    | 0                    | 4                    | 15                   | 29                   |
| 2008                 | Fase de grupos       | 3                    | 1                    | 0                    | 2                    | 7                    | 11                   |
| 2021                 | No participó         | No participó         | No participó         | No participó         | No participó         | No participó         | No participó         |
| 2022                 | No participó         | No participó         | No participó         | No participó         | No participó         | No participó         | No participó         |
| Total                | 3/6                  | 10                   | 2                    | 0                    | 8                    | 31                   | 62                   |

### Campeonato del Norte de África
| Torneo de Futsal de África del Norte | Torneo de Futsal de África del Norte | Torneo de Futsal de África del Norte | Torneo de Futsal de África del Norte | Torneo de Futsal de África del Norte | Torneo de Futsal de África del Norte | Torneo de Futsal de África del Norte | Torneo de Futsal de África del Norte | Torneo de Futsal de África del Norte |
| Año                                  | Ronda                                | J                                    | G                                    | E                                    | P                                    | GF                                   | GC                                   | DIF                                  |
| ------------------------------------ | ------------------------------------ | ------------------------------------ | ------------------------------------ | ------------------------------------ | ------------------------------------ | ------------------------------------ | ------------------------------------ | ------------------------------------ |
| 2005                                 | 3º Lugar                             | 4                                    | 0                                    | 0                                    | 4                                    | 11                                   | 37                                   | -26                                  |
| 2009                                 | 3º Lugar                             | 3                                    | 1                                    | 0                                    | 2                                    | 11                                   | 10                                   | +1                                   |
| 2010                                 | 3º Lugar                             | 4                                    | 2                                    | 0                                    | 2                                    | 11                                   | 16                                   | -5                                   |
| Total                                | 3/3                                  | 11                                   | 3                                    | 0                                    | 8                                    | 33                                   | 66                                   | -33                                  |